# Biegunka podróżnych
Biegunka podróżnych (łac. diarrhoea viatorum) – zespół objawów w przebiegu ostrego epizodu zakażenia przewodu pokarmowego. Dolegliwości te występują w powiązaniu z wyjazdem poza miejsce stałego pobytu, najczęściej podczas podróży za granicę (zazwyczaj do kraju o niższym standardzie sanitarno-higienicznym). Choroba ta zwykle definiowana jest jako wydalenie trzech lub więcej nieuformowanych stolców w ciągu 24 godzin.
Istnieje szereg potocznych określeń dolegliwości – do popularniejszych należą zemsta lub klątwa faraona, zemsta sułtana oraz zemsta Montezumy.

## Epidemiologia

Obszary największego nasilenia biegunek infekcyjnych (wskaźnik DALY)

Biegunkę podróżnych stwierdza się u 20-40% podróżujących do obszarów wysokiego ryzyka (Ameryka Środkowa, Ameryka Południowa, Azja Południowa, większość Afryki) i u 10–15% przebywających na Bliskim Wschodzie, w Chinach, Rosji czy na południu Europy. Oprócz turystów i biznesmenów wyjeżdżających w interesach do grupy osób szczególnie narażonych zalicza się żołnierzy na misjach bojowych bądź pokojowych oraz pielgrzymów, przybywających do sanktuariów położonych na terenie Bliskiego Wschodu lub Indii.

## Koszty ekonomiczne
Każdy dzień niedyspozycji z powodu biegunki podróżnych generuje rocznie 500 mln USD strat dla samego przemysłu turystycznego. Według szacunkowych obliczeń, łączne nakłady państwowe związane z leczeniem z tej niedyspozycji wynoszą ok. 650 mln USD w Stanach Zjednoczonych i 450 mln EUR w krajach Unii Europejskiej. Należy jednak zauważyć, że w porównaniu z łącznymi wydatkami na opiekę zdrowotną (rzędu bilionów USD) jest to generalnie mała suma.

## Etiologia
Za więcej niż 80% przypadków biegunki podróżnych odpowiedzialne są bakterie. Zwykle są to enterotoksyczne szczepy Escherichia coli (ETEC), które wywołują 30-50% przypadków w zależności od lokalizacji. Pozostałe bakteryjne czynniki etiologiczne to: enteroagregacyjne szczepy E.coli (EAEC) – stanowiące w skali globalnej drugą pod względem częstości przyczynę; szczepy E.coli enteropatogenne (EPEC), E.coli o rozsianym typie adhezji (DAEC), Campylobacter, Shigella, Salmonella, Aeromonas, Plesiomonas, Vibrio. Podany rozkład w sposób istotny różni się w Azji Południowo-Wschodniej, gdzie kampylobakteriozy stanowią nawet do 40% (prawdopodobnie ok. 20%) wszystkich infekcji; znacznie większe jest również ryzyko rozmaitych parazytoz – co znajduje odzwierciedlenie w stosowanej farmakoterapii.
Biegunkę podróżnych w 5–10% wywołują wirusy (rotawirusy, norowirusy, adenowirusy typ 40 i 41, astrowirusy), patogenami mogą być również pierwotniaki, takie jak: Giardia lamblia, Entamoeba histolytica i Cryptosporidium. W około 40% przypadków nie wykrywa się czynnika etiologicznego; stwierdzano również zakażenia mieszane.
Zidentyfikowano szereg cech, które bezpośrednio wpływają na prawdopodobieństwo zachorowania: narodowość, wiek (dzieci są szczególnie narażone), aktualny stan zdrowia, grupa krwi (grupa 0 sprzyja m.in. infekcjom Shigellą i norowirusami). Najważniejszym pojedynczym czynnikiem ryzyka pozostaje lokalizacja geograficzna celu podróży. Ważną kwestią jest charakter planowanego wyjazdu; podróżni przemieszczający się we własnym zakresie, zatrzymujący się w hostelach, pensjonatach typu B&B oraz na campingach są bardziej narażeni. Szczyt zachorowań notuje się w trakcie sezonu letniego.

## Objawy
Obserwuje się objawy ostrego zakażenia przewodu pokarmowego:
- biegunka, która może mieć charakter krwisty lub wodnisty
- odwodnienie
- ból brzucha
- nudności, wymioty
- gorączka[13]

Pierwsze objawy pojawiają się zwykle w 2–3 dni po przyjeździe do celu podróży. Biegunka utrzymuje się przez 3–4 dni, sporadycznie (1% przypadków) może trwać ponad tydzień. Za przewlekłe postacie biegunki często odpowiadają pasożyty wewnątrzjelitowe.

### Powikłania
W trakcie przebiegu choroby mogą wystąpić zaburzenia gospodarki wodno-elektrolitowej (głównie odwodnienie, które najczęściej bywa przyczyną hospitalizacji). Mogą pojawić się również zaburzenia wchłaniania, rzutujące na skuteczność lekarstw: przeciwzakrzepowych, przeciwpadaczkowych oraz doustnych środków antykoncepcyjnych. Zespół jelita drażliwego stwierdza się po czasie u ok. 10% osób, które przebyły w przeszłości biegunkę podróżnych (odsetek ten prawdopodobnie nie odbiega jednak znacznie od stwierdzanego w ogólnej populacji).
Do rzadziej występujących komplikacji, często związanych z konkretnym patogenem, należą:
- bakteriemia, mogąca przejść w pełnoobjawową sepsę
- zespół hemolityczno-mocznicowy
- zespół Guillaina-Barrégo
- reaktywne zapalenie stawów[18]

## Zapobieganie i leczenie

### Zapobieganie
Chorobie zapobiega się stosując podstawowe zasady higieny, takie jak mycie rąk przed posiłkami. Nie należy spożywać pokarmów i płynów pochodzących z nieznanego źródła (targi, handlarze uliczni). Zaleca się unikanie w czasie podróży do rejonów zagrożonych, jedzenia potraw podawanych w temperaturze pokojowej, świeżych warzyw, niegazowanej wody, lodu w kostkach, owoców nieobranych ze skórki. Za stosunkowo bezpieczne uważa się spożywanie potraw gorących, pieczywa i innych suchych pokarmów oraz picie ciepłych płynów lub napojów gazowanych.
Osobom z niedoborem odporności, po operacjach żołądka, przyjmującym inhibitory pompy protonowej, chorym na nieswoiste zapalenia jelit, niedokrwistość sierpowatokrwinkową, cukrzykom leczonym insuliną zaleca się profilaktyczną antybiotykoterapię w czasie trwania podróży. Podobne leczenie wskazane jest również w przypadku osób, które ze względów zawodowych nie mogą pozwolić sobie na zachorowanie w trakcie wyjazdu. Leki stosowanego w profilaktyce biegunki podaje się w zmniejszonych dawkach. Zmniejszenie ryzyka wystąpienia biegunki podróżnych powoduje również przyjmowanie preparatów bizmutu. Prowadzone są badania mające na celu ocenę korzystnego działania probiotyków w zapobieganiu biegunce podróżnych. W piśmiennictwie zwraca się uwagę na istotny aspekt szczepienia niemowląt przeciwko rotawirusom przed planowanymi podróżami. Obecnie trwają prace nad szczepionką przeciwko enterotoksycznym szczepom E.coli, pojawiły się również zalecenia dotyczące szczepionki przeciwko Vibrio cholerae, która (w mniejszym stopniu) również chroni przed ETEC.

### Leczenie
Większość chorych na biegunkę podróżnych kieruje się do leczenia ambulatoryjnego. Jeżeli objawy ustąpią w tym czasie same, niepotrzebne jest podawanie jakichkolwiek lekarstw. Najważniejszym elementem terapii jest spożywanie dużej ilości płynów, aby zapobiec odwodnieniu i zaburzeniom elektrolitowym. W przypadku ciężkiego przebiegu wskazana antybiotykoterapia + (ewentualnie) środki zmniejszające perystaltykę jelit.

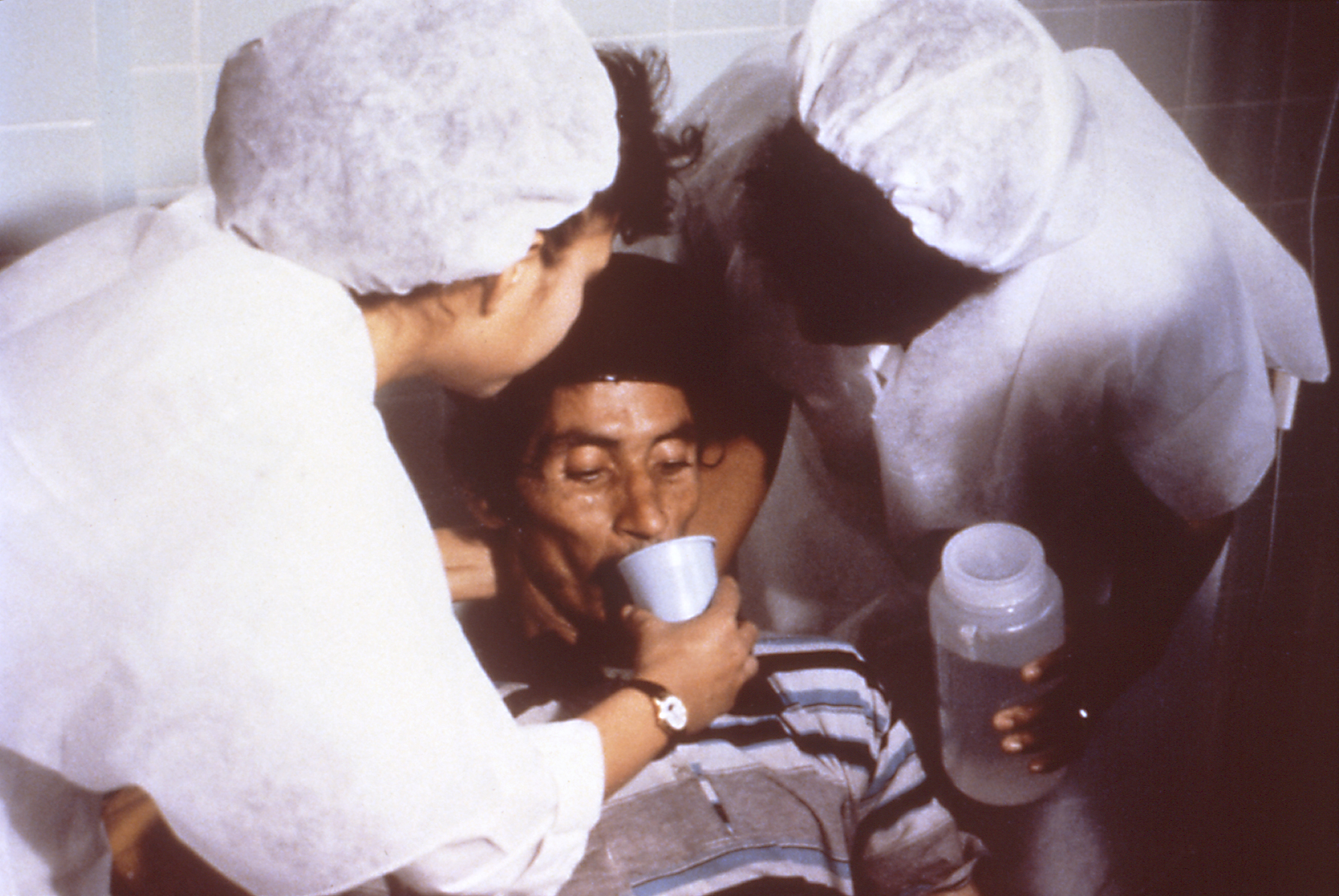
Doustne uzupełnianie płynów u chorego na cholerę

Nawadnianie. Zapobiega utracie elektrolitów i wody, pomaga rekompensować ich niedobory. Do ogólnodostępnych środków, które mogą być użyte w tym celu zalicza się zupy oraz słodzoną wodę mineralną podawaną ze słonymi przekąskami.
Doustne płyny nawadniające (ang. oral rehydratation salts, ORS) zalecane małym dzieciom, osobom starszym i pacjentom z objawami przypominającymi cholerę. Nie wykazano dodatkowych korzyści ze stosowania ORS przy zażywaniu loperamidu w celu redukcji objawów.
Dieta. Często poleca się lekkostrawną dietę opartą na przegotowanej skrobi (ryż, makarony, ziemniaki, pszenica, owies) i kaszach. Dodatkowo posiłki mogą zawierać banany, warzywa, jogurty, zupy, gotowane białe mięso i krakersy. Unika się potraw ciężkostrawnych, smażonych oraz słodzonego mleka (duży ładunek osmotyczny). Jeść należy często, ale w niedużych porcjach. Po poprawie konsystencji stolców można powrócić do normalnego jadłospisu. Przy skutecznej farmakoterapii ograniczenia żywieniowe nie przynoszą dodatkowej korzyści.
Lekarz może zalecić przejściowe zmniejszenie dawki lekarstw, które nasilają objawy (diuretyki/leki przeciwciśnieniowych). Dostępne bez recepty preparaty kaolinowo-pektynowe, węgiel aktywny oraz salicynian bizmutu (popularny w Ameryce) nie są skuteczne. Udokumentowaną korzyść przynoszą za to preparaty probiotyczne: skracając czas trwania objawów (ok. 1 dzień różnicy) i zmniejszając ryzyko długotrwałej infekcji.
Leczenie objawowe. Loperamid (syntetyczny opioid pozbawiony działania narkotycznego) pozostaje najczęściej stosowanym lekiem dostępnym bez recepty. W sposób szybki i długotrwały (u niektórych powodując przewlekłe zaparcie) zahamowuje perystaltykę przewodu pokarmowego. Istnieje jednak szereg zastrzeżeń, które podają w wątpliwość jego przydatność w leczeniu biegunek o prawdopodobnym podłożu infekcyjnym. Opóźnia on mianowicie usunięcie patogenów enteroinwazyjnych i zwiększa ryzyko wystąpienia reakcji typu HUS z powodu przedłużonego kontaktu z toksycznymi produktami bakterii. Do bezwzględnych przeciwwskazań zaliczę się zatem objawy dyzenterii, zaostrzenie IBD, niedrożność przewodu pokarmowego, wiek poniżej 2 lat oraz nadwrażliwość na składniki preparatu.
Antybiotyki. Rozsądnie dobrana terapia empiryczna skraca czas trwania i zmniejsza ciężkość przebiegu biegunki. Zwykle użycie antybiotyków rezerwuje się dla osób w stanie ciężkim oraz narażonych na zwiększone ryzyko powikłań. W terapii jako leki pierwszego rzutu wymieniane są chinolony u dorosłych oraz kotrimoksazol u dzieci. Ponadto stosuje się również doksycyklinę, a w przypadku rejonów, gdzie występuje Campylobacter oporny na chinolony, azytromycynę. Do leczenia biegunki podróżnych zarejestrowana jest również ryfaksymina, w badaniach potwierdzono skuteczność stosowania tego antybiotyku także w przypadkach bez określonego czynnika etiologicznego.
Hospitalizacja. Najczęstszymi przyczynami rozpoczęcia leczenia szpitalnego jest odwodnienie znaczenego stopnia (>10% mc.) bądź oznaki wstrząsu hipowolemicznego. Na obserwacji pozostają pacjenci w ciężkim stanie ogólnym, nieodpowiadający na zwykłe leczenie oraz z postępującymi powikłaniami. Dur brzuszny, dury rzekome (A, B, C) oraz cholerę z zasady leczy się tylko w odpowiednich ośrodkach.

## Grupy zwiększonego ryzyka
Dzieci. Biegunka podróżnych u dzieci do 3 r.ż. ma dłuższy przebieg i zwykle większy stopień nasilenia. Dotyka do 40% dzieci wyjeżdżających za granicę. Nie istnieją specjalne środki zapobiegawcze; bardzo ważne pozostaje częste mycie rąk.
Chemioprofilaktyka nie jest wskazana, a schemat leczenia pozostaje niezmieniony. Niemowlętom zaleca się podawanie mleka kobiecego lub płynów pozbawionych laktozy. Należy wziąć pod uwagę, że leki zmniejszające perystaltykę jelit w tej grupie wiekowej częściej wykazują działania niepożądane.
Kobiety w ciąży. Ciężarnym odradza się podejmowanie długich czy ryzykownych podróży. Powodem jest m.in. zmniejszona odporność przeciwko infekcjom: niższa kwaśność soku żołądkowego, wolniejszy pasaż pokarmu, mniej nasilona odpowiedź typu komórkowego. W leczeniu nacisk kładzie się na nawadnianie; jeżeli jest taka możliwość, unika się podawania lekarstw.
Do szczególnych zagrożeń zalicza się:
- toksoplazmozę (surowe lub niedogotowane mięso wieprzowe, baranie albo dziczyzna)
- listeriozę (surowe mleko, pewne gatunki serów, źle przygotowane mięso/ryby)
- infekcje HEV (skażona woda, zakażenia endemiczne)[28]

Osoby starsze. Zwiększone ryzyko wynika z ogólnego osłabienia mechanizmów odporności nieswoistej. Szczególnie istotnym w wypadku chorób układu pokarmowego wydaje się być spadek kwaśności soku żołądkowego (kwas solny powstrzymuje znaczną część patogenów przed zajęciem jelit). Choroby towarzyszące (cukrzyca, zabiegi operacyjne na żołądku, leki p/o chorobie wrzodowej) również wpływają na przebieg choroby. Przewlekłe stany zapalne układu pokarmowego mogą upośledzać wchłanianie leków przeciwbakteryjnych i przeciwmalarycznych.